# 2012 في العراق
فيما يلي قوائم الأحداث التي وقعت خلال عام 2012 في العراق.

## أحداث
- 16 أغسطس – تفجيرات العراق 16 أغسطس 2012
- 14 يناير – تفجير البصرة 14 يناير 2012

## أفلام
من الأفلام التي صدرت هذه السنة في العراق:
- 9 نوفمبر – بيكاس من إخراج كارزان قادر [الإنجليزية]‏.

## وفيات

### يناير
- 1 يناير – بهنام أبو الصوف (مواليد 1931)
- 1 يناير – زهير أحمد القيسي (مواليد 1932) شاعر وصحفي واعلامي عراقي.

### مارس
- 23 مارس – ناجي طالب (مواليد 1917) سياسي عراقي.[1]

### يونيو
- 7 يونيو – عبد الحميد محمود التكريتي (مواليد 1957) سياسي عراقي.[2]

### يوليو
- 3 ديسمبر – يوليوس ميخائيل الجميل (مواليد 1938) قس عراقي.[3][3]

### أغسطس
- 7 أغسطس – بهيجة أحمد شهاب (مواليد 1922)
- 10 أغسطس – عباس رحيم (مواليد 1979) لاعب كرة قدم عراقي.

### أكتوبر
- 21 أكتوبر – عفيفة إسكندر (مواليد 1921) مغنية عراقية.[4]

### نوفمبر
- 16 نوفمبر – إلياهو ناوي (مواليد 1920) سياسي إسرائيلي.[5]

### ديسمبر
- 3 ديسمبر – يوليوس ميخائيل الجميل (مواليد 1938) قس عراقي.[3][3]